# ジョジョ・シワ
ジョエル・ジョアニー・「ジョジョ」・シワ (Joelle Joanie "JoJo" Siwa、2003年5月19日 - ) は、アメリカ合衆国のダンサー、歌手、女優、YouTuber。ゲイ・アイコンの一人として数えられている。

## 人物
- jojoは、2021年1月にソーシャルメディアでLGBTQ+コミュニティの一部として登場した。
- jojoは、「この答えを本当に知らない」ので、彼女は自分のセクシュアリティにラベルを付けないと述べた。